# 高知地方裁判所
高知地方裁判所（こうちちほうさいばんしょ）は、高知県高知市にある日本の地方裁判所の一つで、高知県を管轄している。略称は、高知地裁（こうちちさい）。須崎、安芸、中村に支部を置いている。

## 概説
高知地方裁判所には高知市に置かれている本庁のほか、須崎市、安芸市、中村（四万十市）の3市に地方裁判所と家庭裁判所の支部を設置しているほか、前述の3箇所に簡易裁判所を設置している。また、本庁の所在地には、検察審査会も設置されている。

## 所在地
- 本庁：高知県高知市丸ノ内1丁目3-5　北緯33度33分33秒 東経133度31分46秒 / 北緯33.55917度 東経133.52944度
とさでん交通伊野線 グランド通停留場から北へ徒歩3分
- 須崎支部：高知県須崎市鍛治町2-11　北緯33度23分29.7秒 東経133度17分18.4秒 / 北緯33.391583度 東経133.288444度
JR土讃線須崎駅から徒歩10分
- 安芸支部：高知県安芸市久世町9-25　北緯33度30分6.1秒 東経133度54分9.4秒 / 北緯33.501694度 東経133.902611度
土佐くろしお鉄道阿佐線安芸駅から徒歩10分
- 中村支部：高知県四万十市中村山手通54-1　北緯32度59分36.3秒 東経132度55分52秒 / 北緯32.993417度 東経132.93111度
土佐くろしお鉄道中村線, 宿毛線中村駅下車，高知西南交通大橋通二丁目バス停下車，高知県幡多総合庁舎から北へ100ｍ

## 管轄
本庁
- 高知市、南国市、土佐市、香南市、香美市、長岡郡本山町、大豊町、土佐郡土佐町、大川村、吾川郡いの町、高岡郡日高村

安芸支部
- 安芸市、室戸市、安芸郡東洋町、奈半利町、田野町、安田町、北川村、馬路村、芸西村

須崎支部
- 須崎市、吾川郡仁淀川町、高岡郡中土佐町、佐川町、越知町、檮原町、津野町、四万十町

中村支部
- 四万十市、宿毛市、土佐清水市、幡多郡大月町、三原村、黒潮町

※ただし、裁判員の参加する刑事裁判、行政事件、各支部の執行事件（不動産競売）、合議事件、安芸・須崎の各支部の少年事件は本庁でそれぞれ取り扱う。

### 管内の簡易裁判所
- 本庁
  - 高知簡易裁判所（高知市・南国市・土佐市・香美市・香南市・長岡郡・土佐郡・吾川郡（いの町）・高岡郡（日高村））
- 須崎支部
  - 須崎簡易裁判所（須崎市・吾川郡（仁淀川町）・高岡郡（中土佐町・佐川町・越知町・四万十町・檮原町・津野町））
- 安芸支部
  - 安芸簡易裁判所（安芸市・室戸市・安芸郡）
- 中村支部
  - 中村簡易裁判所（四万十市・宿毛市・土佐清水市・幡多郡）

## 歴代所長
（任期の後ろは後職）
- 池田良兼（1988年 - 1990年 大阪高等裁判所部総括判事）
- 田畑豊（1993年 - 1996年 大阪高等裁判所部総括判事）
- 溝淵勝（2001年11月 - 2003年8月 高松家庭裁判所長）
- 馬渕勉（2003年8月 - 2004年9月　高松高等裁判所部総括判事）
- 渡邉安一（2004年9月 - 2005年11月30日 大阪高等裁判所部総括判事）
- 豊永多門（2005年12月1日 - 2008年3月　高松家庭裁判所所長）
- 芝田俊文（2008年3月 - 2009年8月　広島地方裁判所長）
- 坂本倫城（2009年8月 - 2011年1月　大阪高等裁判所部総括判事）
- 山田知司（2011年1月 - 2012年6月　大阪高等裁判所部総括判事）
- 中村隆次（2012年6月 - 2013年12月 定年退官、弁護士）
- 朝山芳史（2013年12月 - 2015年8月 東京高等裁判所部総括判事）
- 齋藤大巳（2015年 - 2017年　依願退官、大塚公証役場公証人）
- 吉田肇（2017年 - 2018年　定年退官）
- 半田靖史（2018年 - ）